# Giovanni Tzibo
Giovanni Tzibo (... – V secolo) è stato un generale bizantino, al servizio di Giustiniano I, Imperatore di Bisanzio.

## Biografia
Di umili origini, poco prima del 535 fu nominato da Giustiniano magister militum in Lazica, cioè comandante dell'esercito bizantino stazionato in Lazica (Georgia). Il suo malgoverno viene molto criticato da Procopio, sostenendo che, posta la propria sede a Petra, Tzibo cominciò a vessare le popolazioni locali (Lazi), istituendo un monopolio del commercio del sale danneggiante i Lazi: comprava le merci importate da altri luoghi a bassi prezzi e poi le rivendeva ad altissimi prezzi ai Lazi, costringendo i Lazi a vendere le loro merci (da esportare) a basso prezzo. Nel 541 il malcontento dei Lazi nei suoi confronti fu talmente elevato che questi nel 541 inviarono ambasciatori al re di Persia Cosroe I:
(Procopio, La Guerra Persiana, II,15.)
Nel 541, rispondendo alla richiesta di aiuti del sovrano lazico Gubazes II, lo scià di Persia Cosroe I con un grosso esercito entrò in Lazica, venendo accolto con grandi onori da Gubazes che consegnò il paese nelle sue mani. Cosroe affidò al suo generale Aniabede il compito di espugnare Petra, difesa da Giovanni Tzibo. Ma quest'ultimo si dimostrò astuto e fece credere ai Persiani che la città fosse stata abbandonata dai Bizantini; in questo modo i Persiani assaltarono la città impreparati alla battaglia (non pensando che ci fossero soldati bizantini in città) e, quando l'esercito di Giovanni Tzibo uscì allo scoperto, molti persiani furono massacrati mentre gli altri si diedero alla fuga. Quando Cosroe scoprì dell'insuccesso del suo generale, ordinò che fosse impalato (tuttavia Procopio sostiene che a subire l'impalamento potrebbe essere stato un altro soldato). Cosroe non si arrese e assaltò di nuovo le mura. I Persiani furono di nuovo respinti ma una freccia colpì al collo Giovanni uccidendolo, lasciando il suo esercito privo di un abile comandante. Dopo la caduta di Petra in mani persiane, Cosroe si impadronì del tesoro accumulato da Giovanni Tzibo.